# Montorio al Vomano
Montorio al Vomano är en ort och kommun i provinsen Teramo i regionen Abruzzo i Italien. Kommunen hade 7 939 invånare (2018).